# سدر زمینی
سدر زمینی (نام علمی: Diphasiastrum complanatum) نام یک گونه از تیره پنجه‌گرگیان است.